# Xã Big Stone, Quận Grant, South Dakota
Xã Big Stone (tiếng Anh: Big Stone Township) là một xã thuộc quận Grant, tiểu bang Nam Dakota, Hoa Kỳ. Năm 2010, dân số của xã này là 314 người.